# T.N Nomura

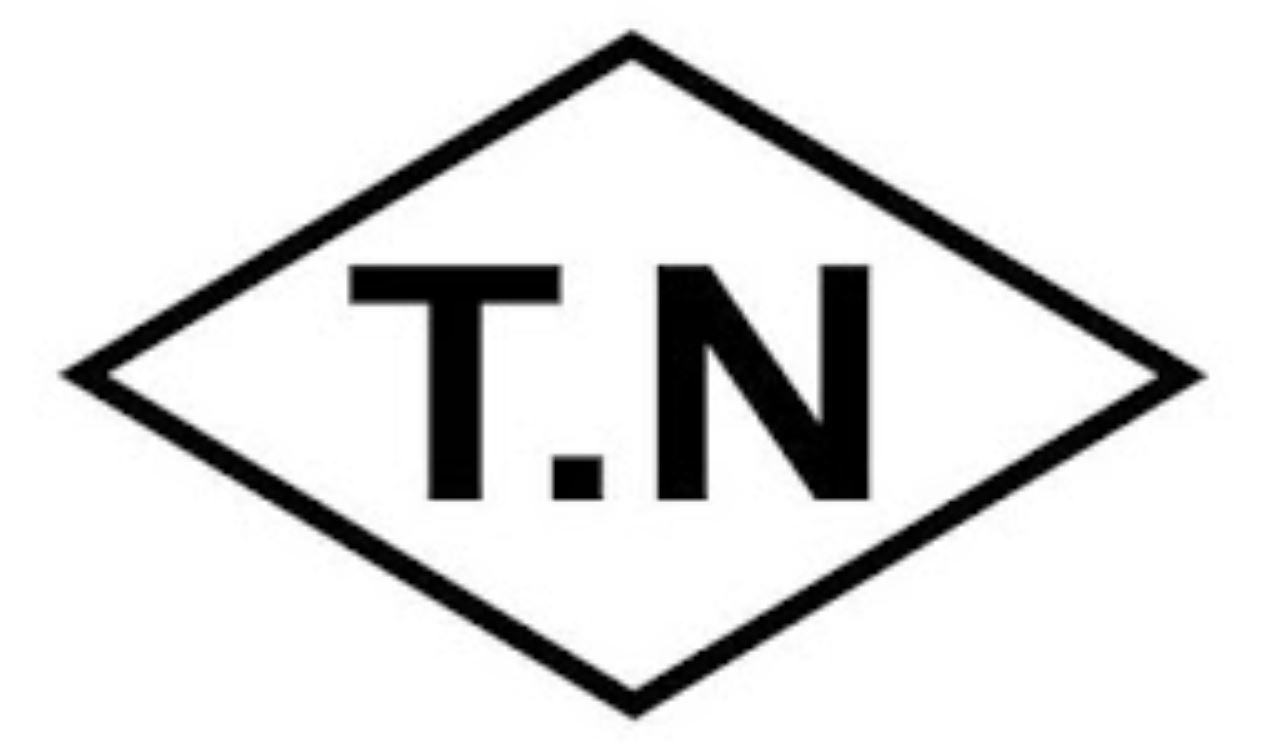
Firmenlogo T.N Nomura

T.N Nomura oder Nomura Toy Company war von 1923 bis 1992 ein japanischer Hersteller von Spielzeug.

## Geschichte
T.N Nomura wurde 1923 in Tokio gegründet. Von der Firmengründung bis zur Mitte der 1970er Jahre fertigte Nomura qualitativ hochwertige Blechspielzeuge.
Als einer der größten und produktivsten japanischen Spielzeughersteller der Nachkriegszeit spezialisierte sich der Hersteller vor allem auf mechanische und aufziehbare Spielzeuge mit kreativen Designs, jedoch stellte die Firma wie viele ihrer japanischen Konkurrenten die Produktion von Blechspielzeugen ein und sattelte auf Aluminiumdruckguss um.
Zu ihren Produkten gehörten unter anderem Spielzeugroboter, Spielautos und batteriebetriebene Modelleisenbahnen der Nenngrößen 00 und H0.
1992 wurde Nomura von Hasbro aufgekauft, dem zu dieser Zeit weltgrößten Spielzeughersteller.

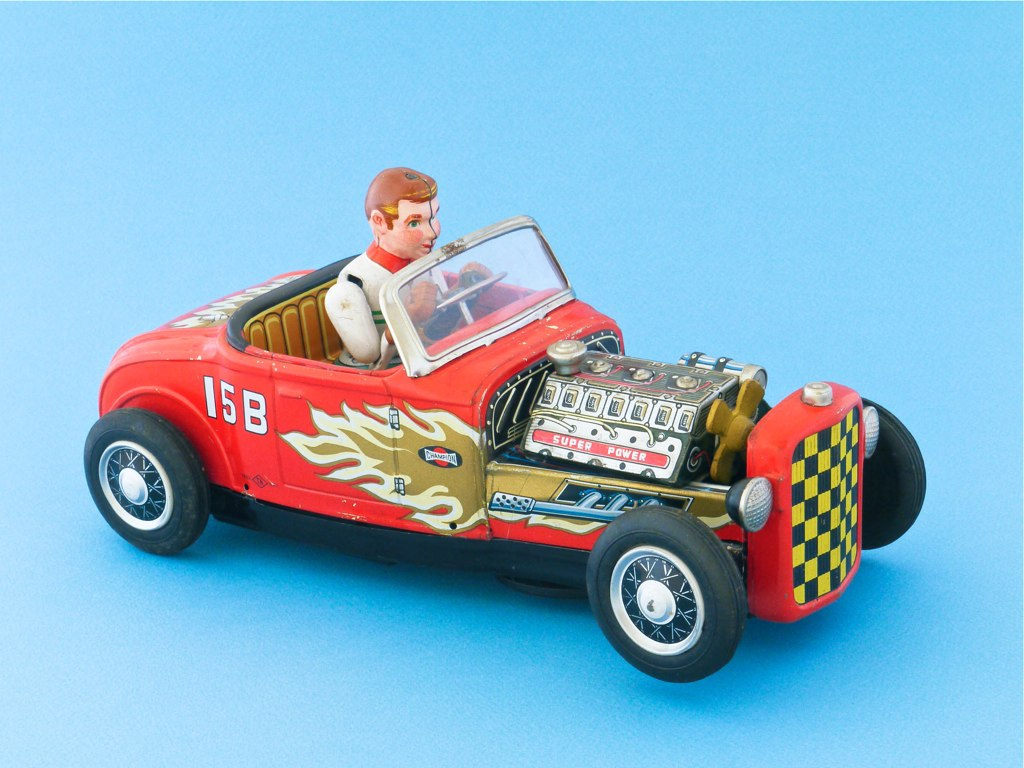
Hotrod aus den 1960er Jahren
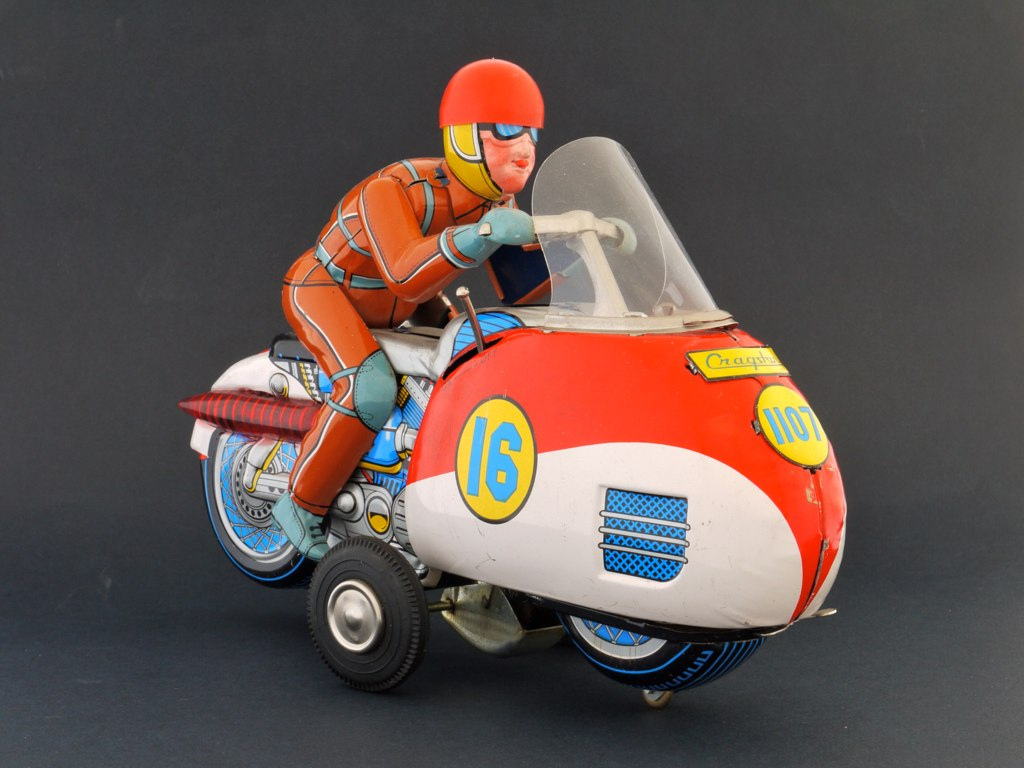
Stunt Rider aus den 1960er Jahren
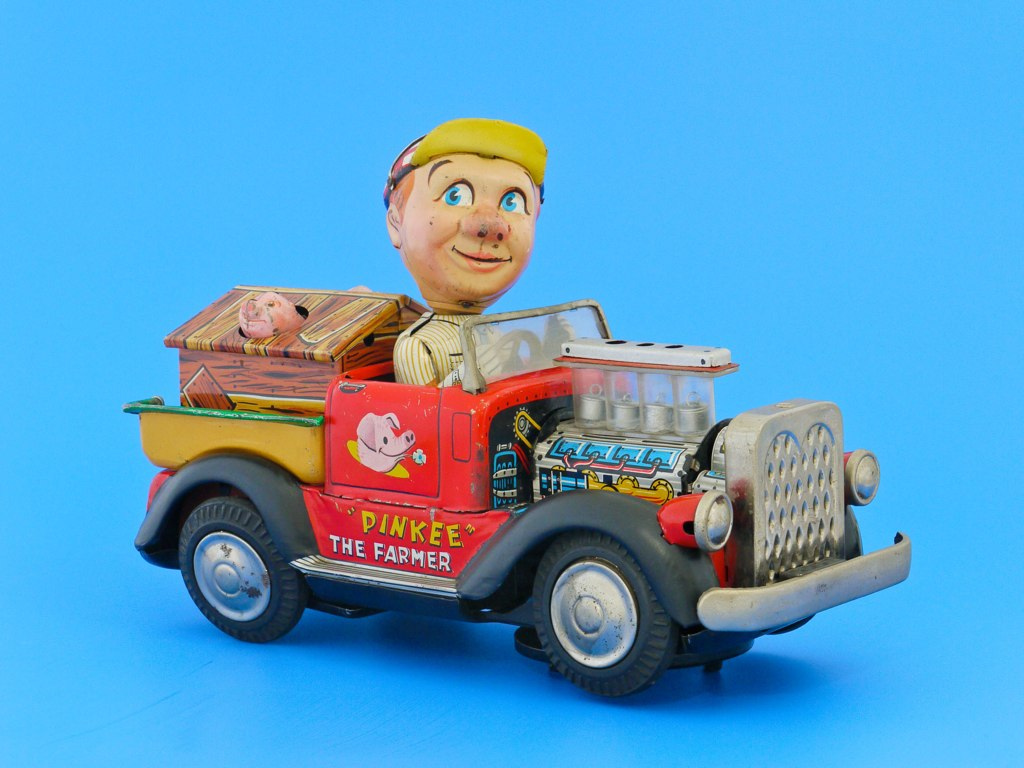
Pinkee the Farmer, 1960